# Cerro Alto, Veracruz
Cerro Alto är en ort i Mexiko.   Den ligger i kommunen Carrillo Puerto och delstaten Veracruz, i den sydöstra delen av landet, 280 km öster om huvudstaden Mexico City. Cerro Alto ligger 153 meter över havet och antalet invånare är 577.
Terrängen runt Cerro Alto är platt, och sluttar österut. Runt Cerro Alto är det ganska tätbefolkat, med 65 invånare per kvadratkilometer. Närmaste större samhälle är Mata Tenatito, 16,6 km väster om Cerro Alto. Omgivningarna runt Cerro Alto är en mosaik av jordbruksmark och naturlig växtlighet.